# Siamesische Rüsselbarbe
Die Siamesische Rüsselbarbe, Grünflossenbarbe oder einfach Siamensis (Crossocheilus oblongus) ist ein Süßwasserzierfisch aus der Familie der Karpfenfische (Cypriniformes). Sie ist in der Aquaristik sehr bekannt und beliebt.
Sie stammt aus Südostasien. Siamesische Rüsselbarben werden wegen des ähnlichen Aussehens oft mit der Schönflossigen Rüsselbarbe (Epalzeorhynchus kalopterus), der „Falschen“ Rüsselbarbe (Garra taeniata – schwarzer Längsstreifen nur bis zum Anfang der Schwanzflosse) oder dem Algensalmler (Parodon pongoensis) verwechselt. Das besondere Merkmal dieser Art ist der schwarze Längsstreifen, der durchgehend vom Maul bis zur Schwanzspitze verläuft, und die transparenten Flossen. Außerdem besitzt sie zwei Barteln an der Maulspitze, jedoch keine maxillare Barteln. Zudem werden im Handel unter dem Namen Siamesischer Algenfresser (Crossocheilus siamensis) mehrere Arten angeboten, darunter Crossocheilus langei, Crossocheilus atrilimes oder Crossocheilus citripinnis.

## Haltung
Siamesische Rüsselbarben sind Gruppentiere, deswegen sollte in einem Aquarium immer mehrere Exemplare gehalten werden und aufgrund der zu erwartenden Größe ist ein Aquarium von mindestens 150 cm Seitenlänge sehr zu empfehlen. Die Temperatur sollte zwischen 24 und 26 °C liegen. Die Tiere bevorzugen weiches Wasser (um 5° dGH), kommen aber auch mit etwas härterem Wasser recht gut klar (bis 20° dGH). Das Wasser sollte leicht sauer sein. Siamesische Rüsselbarben sind ziemlich sauerstoffbedürftig.
Siamesische Rüsselbarben werden auch in Gefangenschaft 10 bis 16 Zentimeter lang (Verkaufsgröße etwa 2,5 cm), ihre Lebenserwartung beträgt etwa 9 Jahre, sie können aber auch älter werden. Die Geschlechter der Rüsselbarben lassen sich mit dem bloßen Auge nicht unterscheiden. Die Haltung im Aquarium ist auch für Anfänger unproblematisch. Jedoch sollte auf Grund der Größe und der Tatsache, dass die Tiere sich nur in Gruppen ab mindestens 5 bis 8 Fischen wohlfühlen, die Tiere nur in großen Becken gepflegt werden. 
Sie verhalten sich sehr tolerant gegenüber anderen Fischen und können problemlos mit anderen Barben, Salmlern und Welsen vergesellschaftet werden.  Gegenüber ihrer eigenen Art können sie jedoch manchmal ruppig werden und jagen sich durch das ganze Becken, insbesondere beim Fressen. Da die Fische gute Springer sind, ist eine Abdeckung des Beckens anzuraten.

## Fressverhalten
Sie sind Allesfresser, aber hauptsächlich fressen sie in jungen Jahren Algen (bevorzugt Pinselalgen und fädrige Grünalgen, aber keine Braun- oder Kieselalgen). Oft knabbern sie auch an der schnellwachsenden Wasserpest oder anderen frischen Trieben, wenn nicht genügend Algen vorhanden sind. Beckenbepflanzungen nehmen durch Rüsselbarben aber keinen Schaden. Ersatzweise fressen Rüsselbarben sehr gerne Kopfsalatblätter (die jedoch wegen möglichem Spritzmitteleinsatz gut abgewaschen sein sollten). Wenn diese im Wasser anfangen zu denaturieren, werden sie besonders gerne angenommen. Mit zunehmendem Alter nehmen sie neben pflanzlicher Nahrung auch gerne Lebend- oder Trockenfutter. Im Aquarium halten sie sich meist in mittleren bis unteren Bereichen auf. Die Beckenbepflanzung sollte dort reichlich sein: besonders junge Rüsselbarben verstecken sich zeitweise gerne oder grasen auch Algen und Oberflächen in dichter Bepflanzung ab.

## Besonderheiten
Unter Stress, aber auch bei Dominanzverhalten und damit verbundenem Streit mit Artgenossen färbt sich ihr schwarzer Längsstreifen von den Kiemen bis zum Schwanzansatz matt-silbrig. Dies ist ein Zeichen dafür, dass sie sich im Aquarium unwohl fühlen. Auffällig ist auch ihr Ausruhen auf Pflanzen oder Wurzeln, wobei sie sich mit ihren Bauch- und Schwanzflossen abstützen. Sie schwimmen gerne in Gruppen umher, wobei sie oft gegen den Pumpenstrahl aus dem Filter anschwimmen. Dieses Verhalten deutet auf die Herkunft der Rüsselbarben aus schnellfließenden Gewässern.

## Zucht
Allenfalls Zufallszuchten sind bisher bekannt. Es wird vermutet, dass zur Zucht Bäche mit klarem, strömungsreichem Wasser benötigt werden, die in der Aquaristik sehr schwer zu simulieren sind. Daher ist die Zucht als nicht einfach einzustufen.